# Blancpain
Blancpain [blɑ̃pɛ̃] ist eine Schweizer Uhrenmanufaktur in Paudex im Kanton Waadt. Blancpain ist heute im Besitz der Swatch Group. Marc Hayek, Enkel von Nicolas Hayek, führt das Unternehmen.

## Geschichte

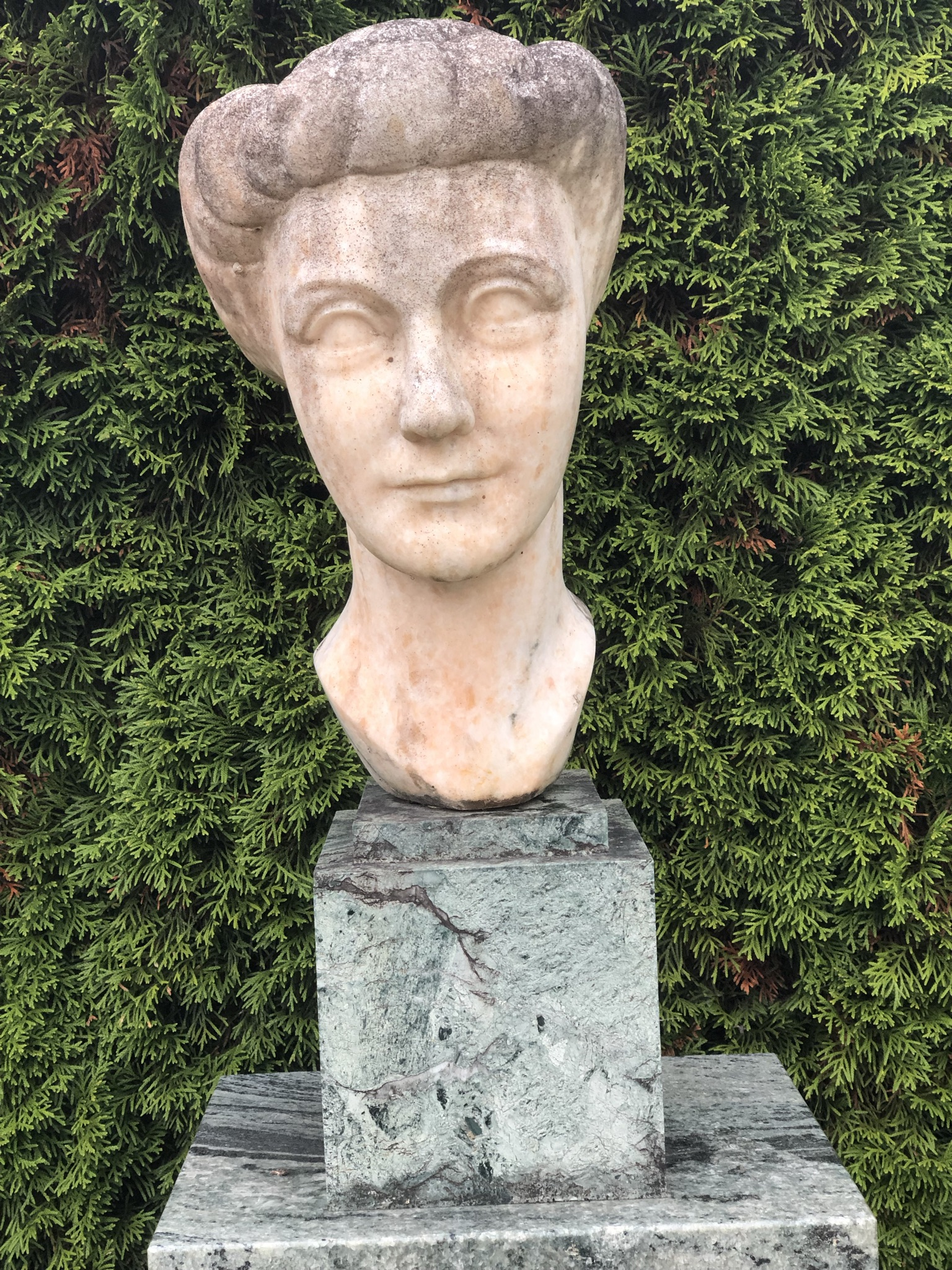
Büste von Betty Fiechter in Villeret

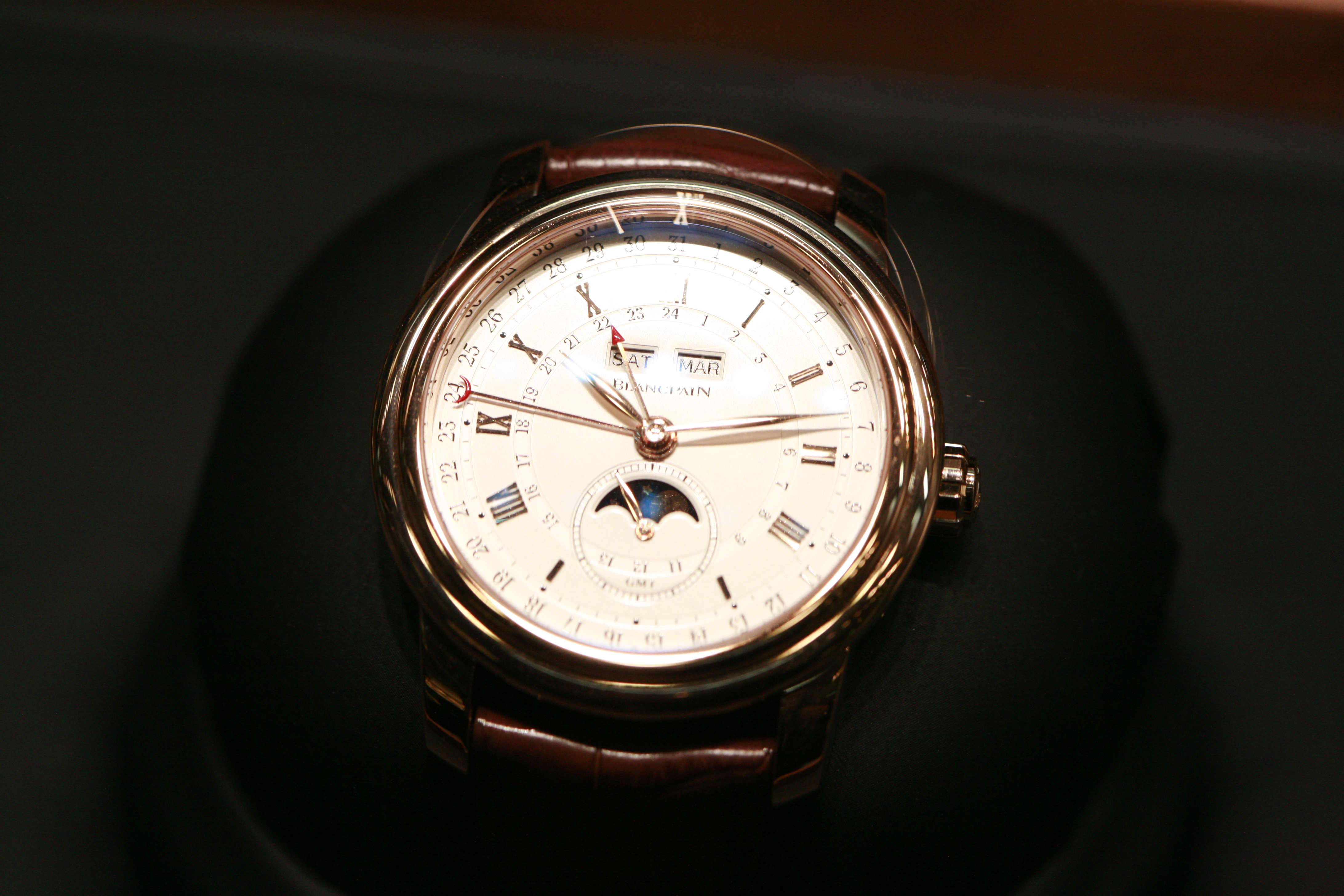
Blancpain Villeret

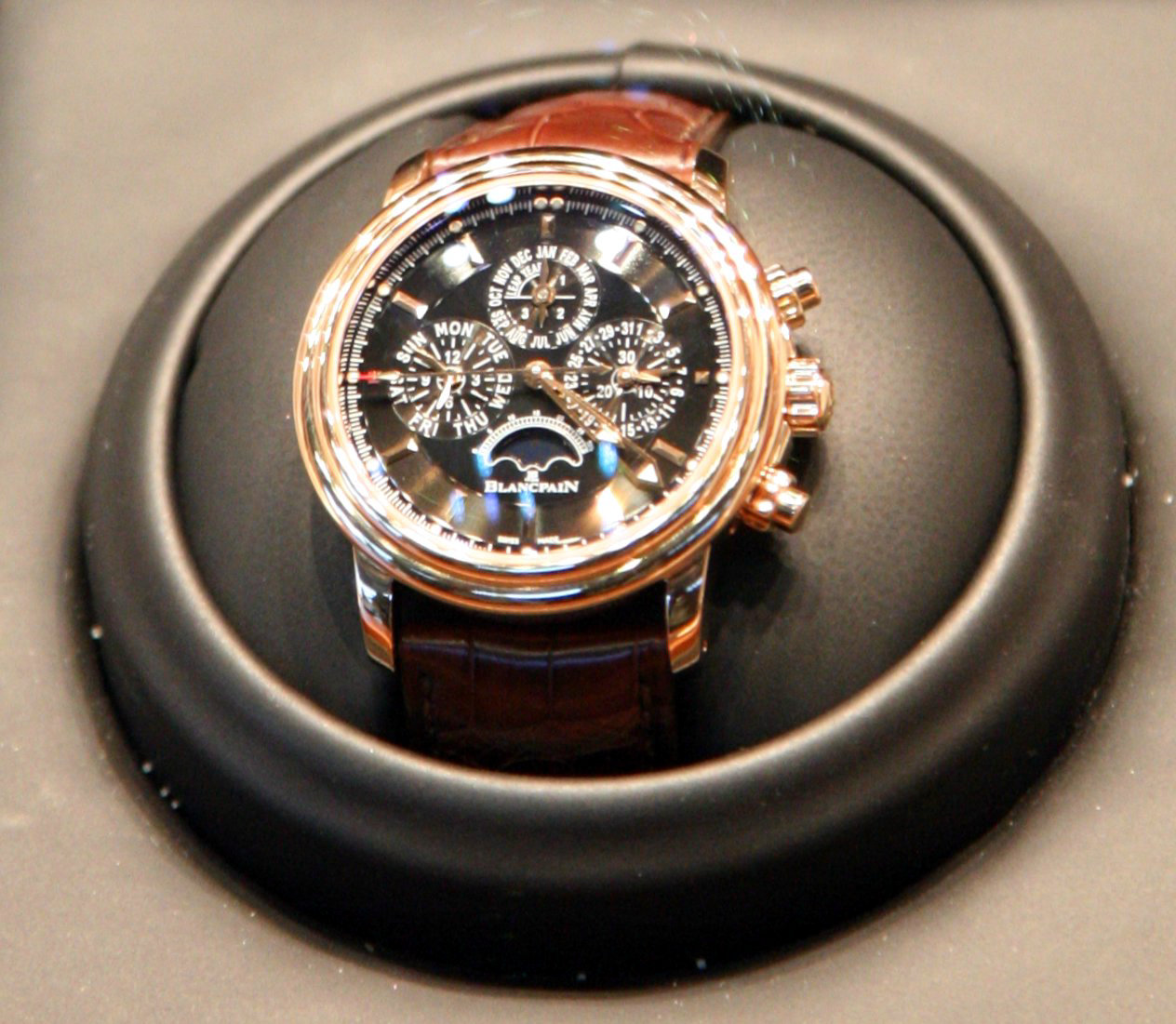
Blancpain 1735

Blancpain wurde 1735 von Jehan-Jacques Blancpain in Villeret gegründet. Unter seinem Urenkel Frédéric-Louis Blancpain wurden ab 1815 erste Maßnahmen für eine Serienproduktion eingeleitet. Im Jahr 1926 brachte Blancpain zusammen mit John Harwood die erste Armbanduhr mit automatischem Aufzug auf den Markt, parallel zu Harwoods Kooperation mit Fortis. Nach dem Tode Frédéric-Emile Blancpains wurde die Firma 1932 an die Mitarbeiter Betty Fiechter und André Léal verkauft.
Das Unternehmen wurde in Rayville SA, succ. de Blancpain umbenannt, mit einem phonetischen Anagramm der Produktionsstätte als Namen.
Nach dem plötzlichen Unfalltod des Geschäftspartners André Léal führte Betty Fiechter das Unternehmen allein weiter.
Sie war als erste Frau Eigentümerin und Präsidentin eines Schweizer Uhrenhauses. Betty Fiechter leitete Blancpain fast vier Jahrzehnte und kreierte die ursprüngliche Ladybird.
1950 ist Betty Fiechters Neffe Jean-Jacques Fiechter mit in die Unternehmensleitung eingetreten.
Im Jahre 1953 entwickelte Blancpain im Auftrag des französischen Militärs für die Kampfschwimmereinheit Les Nageurs de combat eine mechanische Taucheruhr mit einseitig verstellbarer Lünette, mit der die Tauchzeit angezeigt werden konnte. Ihren Namen erhielt diese Automatikuhr aufgrund ihrer Wasserdruckdichte bis zu einer Tiefe von 50 englischen Fäden (1 Fathom = 1,829 m): Die Blancpain Fifty Fathoms.
Sie entwickelte sich im Laufe der Zeit zu einer der zuverlässigsten und am häufigsten benutzten Taucheruhren. Unter anderem war Jacques-Yves Cousteau in seinem Unterwasserfilm „Le Monde du Silence“ mit dieser Uhr zu sehen.
Bis heute ist nicht genau geklärt, ob nun die Fifty Fathoms oder die ebenfalls legendäre Rolex Submariner die erste für den Unterwassereinsatz konzipierte Uhr mit verstellbarer Lünette war. 1956 brachte Blancpain mit der Ladybird das damals kleinste runde Automatikwerk heraus.
Bekannt aus dieser Zeit ist auch die mit Diamanten besetzte  Blancpain-Cocktailuhr für Marilyn Monroe.
1970 wurde Blancpain von der SSIH übernommen. Während der Quarzkrise stellte Blancpain den Produktionsbetrieb bis 1983  ein.
Die Firma betont in ihrem Werbeslogan, dass sie noch nie Quarzuhren hergestellt habe und dies auch in Zukunft nicht tun werde.
Die Namensrechte wurden am 9. Januar 1983 von Jean-Claude Biver und Jacques Piguet, dem Direktor der Uhrenmanufaktur Frédéric Piguet SA, für 22.000 CHF gekauft. Der Produktionsbetrieb wurde anschließend nach Le Brassus verlegt.
Als die Firma 1992 für 60 Millionen Schweizer Franken wieder an die Swatch Group (damals noch SSIH) verkauft wurde, betrug der Jahresumsatz 50 Millionen CHF. Jean-Claude Biver blieb bis 2003 CEO von Blancpain. Im Juli 2010 wurde die Uhrenmanufaktur Frédéric Piguet SA, ebenfalls eine Tochter der Swatch Group, mitsamt der Produktionsstätte in Le Sentier in die Firma Blancpain SA eingegliedert.
Blancpain ist als Hersteller einer der kompliziertesten Armbanduhren bekannt, der „Blancpain 1735“, die unter anderem über einen automatischen Aufzug, einen Tourbillon, Minutenrepetition, einen ewigen Kalender und einen Chronographen mit Schleppzeiger verfügt. Die Uhr wird in einer limitierten Edition von 30 Stück, bei einer Jahresproduktion von nur einem Stück, hergestellt. Im Jahr 2008 brachte Blancpain die erste Armbanduhr mit einem Karussell, einer Variante des Tourbillons, heraus.
Seit 2006 bringt Blancpain das kostenlose Magazin Lettres du Brassus heraus. Es hat bei internationalen Wettbewerben bereits zahlreiche Auszeichnungen erhalten, darunter den ersten Preis fürs Schreiben. Das 150 Seiten starke Magazin erscheint in einer Auflage von 100.000 Exemplaren und ist in neun Sprachen erhältlich: Chinesisch, Englisch, Französisch, Deutsch, Italienisch, Japanisch, Koreanisch, Russisch und Spanisch.
Blancpain unterstützt seit vielen Jahren als Sponsor diverse Projekte in der Wissenschaft und im Sport. 2018 hat die Uhrenmanufaktur den Blancpain-Imaginist Literaturpreis gegründet.
Im September 2023 wurde mit der Bioceramic Scuba Fifty Fathoms, eine erste Kooperation von Blancpain mit der Schwestermarke Swatch auf den Markt gebracht. Das Design ist eine Hommage an die Fifty Fathoms.
Im Frühjahr 2024 wurde die neue Bathyscaphe Quantième Complet Phases de Lune mit patentierten Armband aus schwarzer Keramik und einem Gehäuse aus demselben Material vorgestellt.
Die hier verwendete Keramik ist fast fünfmal härter als Edelstahl und fast viermal härter als Titan Grad 5 und dabei immer noch 25 % leichter. Hergestellt im Keramik-Spezialunternehmen des Mutterkonzerns Swatch Group, Comadur SA, erforderte die Entwicklung des Armbands mehrere Jahre und zwei neue Patente. Das Armband öffnet und schließt sich mit einer Faltschließe aus Titan.

## Verkaufsstellen
Blancpain betreibt eigene Boutiquen unter anderen in München, Genf, Zürich, Seoul, Osaka und Shanghai. Zudem ist Blancpain als Marke weltweit bei führenden Juwelieren vertreten und hat einen eigenen Onlineshop.

## Kollektionen und Serien
Kollektionen
- Fifty Fathoms
- Air Command
- Villeret
- Ladybird
- Métiers d’Art

Serien
- Blancpain 1735
- Bathyscaphe
- Le Brassus
- Léman
- L-Evolution

## Blancpain Ozean-Engagement
Seit den 1950er Jahren unterstützt Blancpain verschiedene Projekte in der Meereskunde. Blancpain arbeitet hier mit vielen internationalen Meeresforschern und Wissenschaftlern zusammen. Zahlreiche Publikationen und Dokumentarfilme wurden zu dem Thema Ozean schon von Blancpain herausgebracht und so einige bedeutende Umweltprojekte zum Naturschutz angestoßen.
Im Rahmen des Blancpain Ocean Commitment hat die Manufaktur 19 große wissenschaftliche Expeditionen
mitfinanziert. Seit Oktober 2020 ist Blancpain Partner der internationalen Interessengemeinschaft Oceana für die Wiederherstellung der Meeresökosysteme. Zu dieser dreijährigen Partnerschaft gehört auch eine Expedition zum mexikanischen Skorpion-Riff, einem UNESCO-Biosphärenreservat.
Haie gehören zu den Prioritäten der Schutzbemühungen von Blancpain. Die Manufaktur hat zur Gründung der Mokarran Protection Society beigetragen und unterstützt sie in erheblichem Maß finanziell.
Seit 2022 unterstützt Blancpain auch ein Projekt in Deutschland, das sich auf Sylt dem Schutz der Biosphäre an der Nordseeküste verschrieben hat.
Aufgrund seines Engagements für den „Schutz der Ozeane“ lässt Blancpain die NATO-Armbänder heute aus Recycelten Fischernetzen herstellen.
Im Jahr 2024 erneuerte Blancpain sein Engagement für die Organisation Oceana, die die erste von drei wissenschaftlichen Expeditionen auf den kalifornischen Kanalinseln erfolgreich abschloss und damit die Bemühungen um den Schutz der Artenvielfalt im Meer unterstützte.
Am 7. Februar 2025 eingeweiht, ist das Blancpain x Sulubaaï Marine Research Center eine Erweiterung des Sea Academy Programms. Seit 2020 unterstützt Blancpain dieses Programm der Sulubaaï Environmental Foundation, eine kollaborative Initiative zur nachhaltigen Bewirtschaftung der Meeresressourcen. Das Programm konzentriert sich auf die Schaffung eines Netzwerks von Meeresschutzgebieten (MPAs) in Zusammenarbeit mit den lokalen Gemeinschaften rund um die Insel Pangatalan und in der Shark Fin Bay, Palawan, Philippinen. Die Schlüsselprinzipien der Sea Academy sind Schutz, Wiederherstellung, Bildung und Replikation.
Das von Blancpain finanzierte Zentrum arbeitet auch mit Universitäten zusammen, um Forschungsstudierenden Feldarbeit und vertiefte Studien zu ermöglichen. Hauptziel ist es, wissenschaftliche und gemeinschaftliche Initiativen zu fördern, um den Schutz und das Management der marinen Ökosysteme und Ressourcen Palawans zu verbessern.

## Engagement im Motorsport

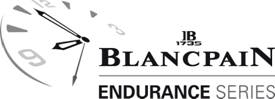
Logo der Blancpain Endurance Series

Blancpain tritt als Sponsor zahlreicher Motorsportveranstaltungen und -teams, vor allem im GT-Sport, auf. Blancpain sponserte unter anderem die FIA-GT1-Weltmeisterschaft und das ADAC GT Masters. Seit 2009 ist das Unternehmen Titelsponsor der Lamborghini Blancpain Super Trofeo und seit 2011 der Blancpain Endurance Series. In der GT1 Weltmeisterschaft war Blancpain zudem offizieller Zeitnehmer. Zusätzlich sponserte Blancpain mehrere Teams im GT-Sport, wie beispielsweise Reiter Engineering.
Blancpain und Lamborghini arbeiten im Rennsport eng zusammen. Lamborghini brachte von seinem Gallardo das Sondermodell Gallardo LP 570-4 Blancpain Edition heraus. Blancpain ist Hauptsponsor von Lamborghinis 50-jährigem Jubiläum.
2013 hatte Blancpain ein eigenes GT-Rennteam namens Blancpain Racing. Den Lamborghini Gallardo GT3 FLII fuhren Marc Hayek, der CEO von Blancpain, und Peter Kox.

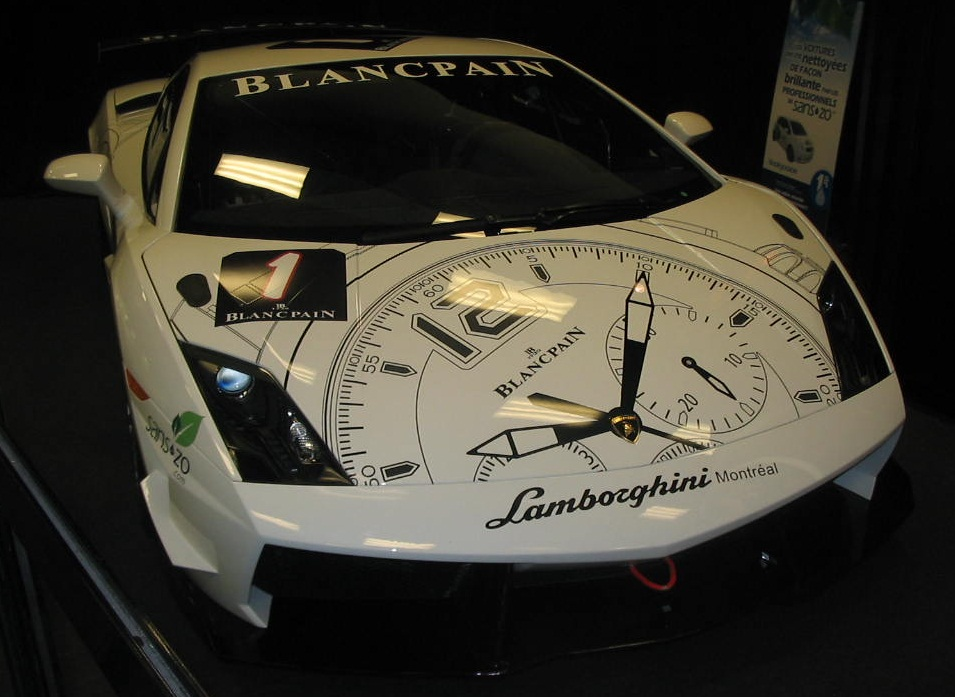
Fahrzeug der Blancpain Endurance Series
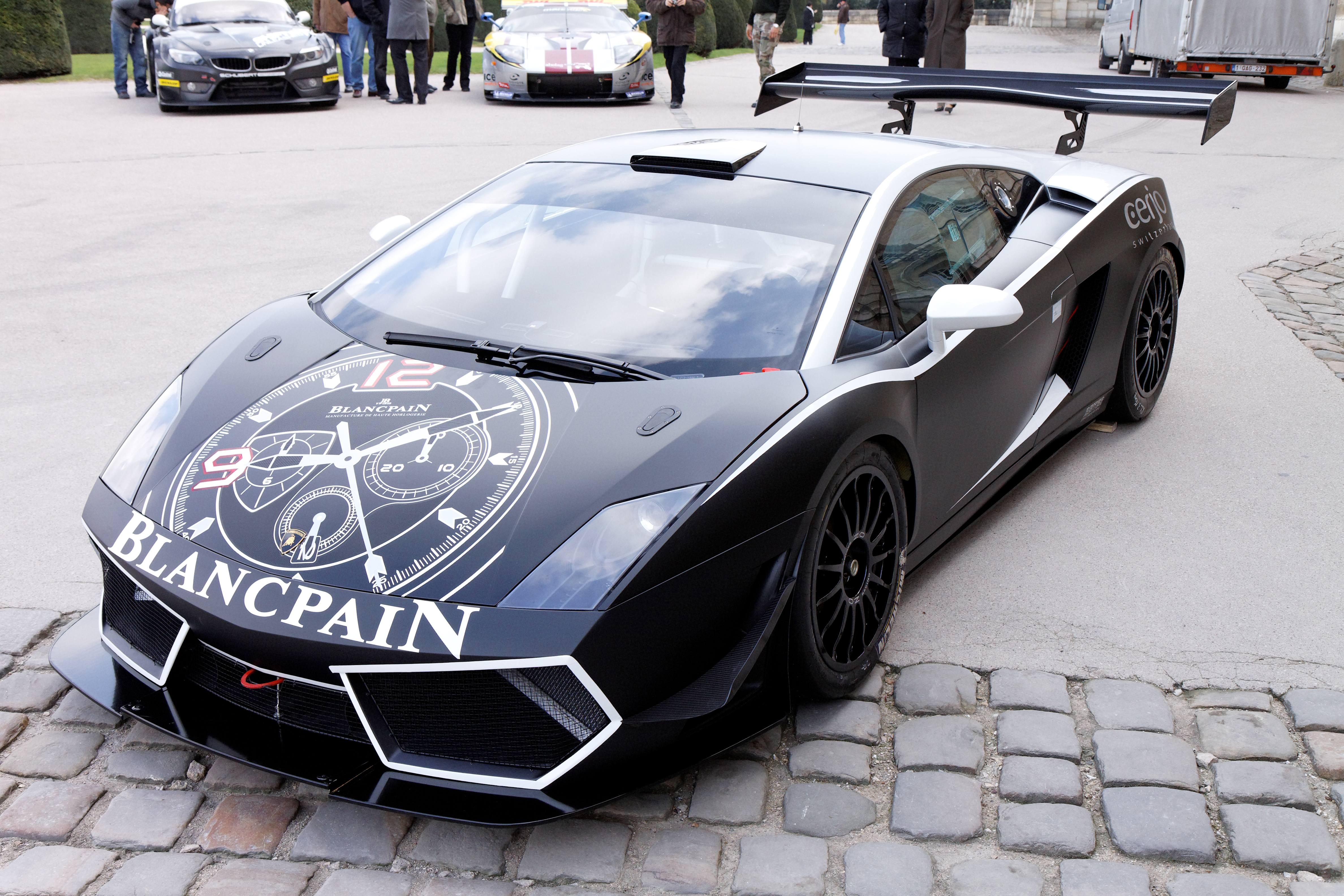
Fahrzeug der Blancpain Endurance Series
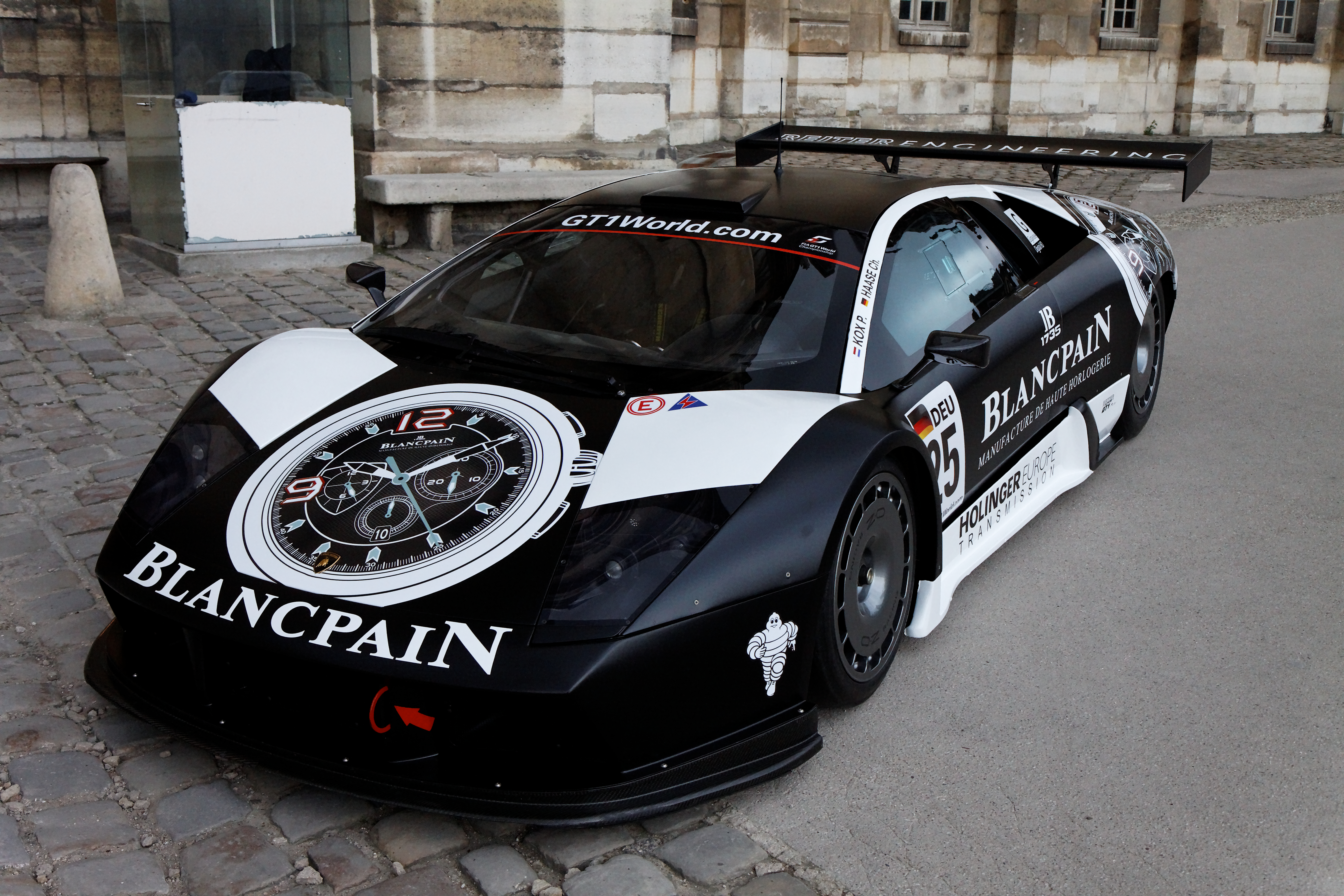
Fahrzeug der Blancpain endurance Series
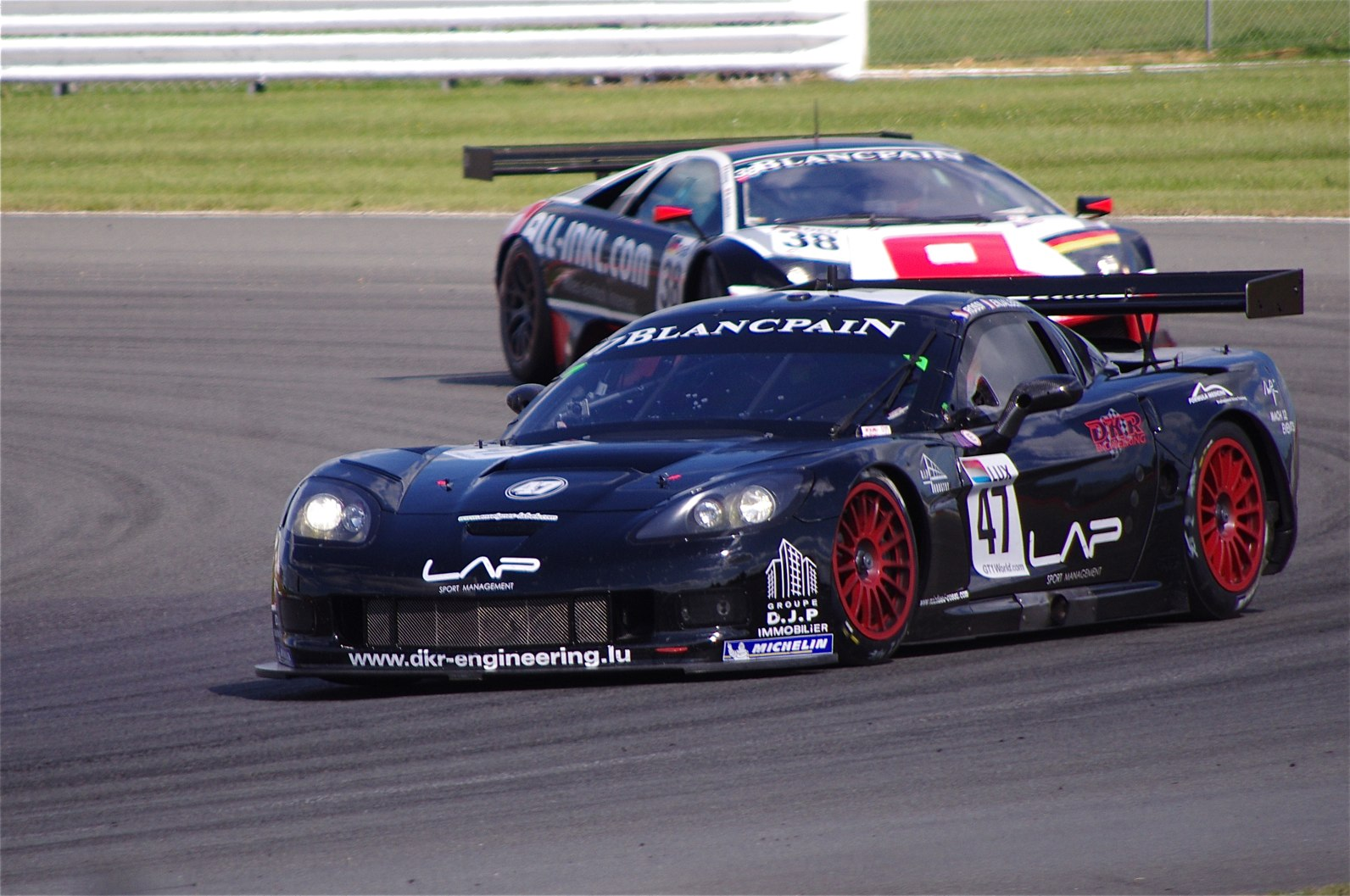
Fahrzeuge der FIA GT1 Weltmeisterschaft mit Blancpain Schriftzug auf der Windschutzscheibe
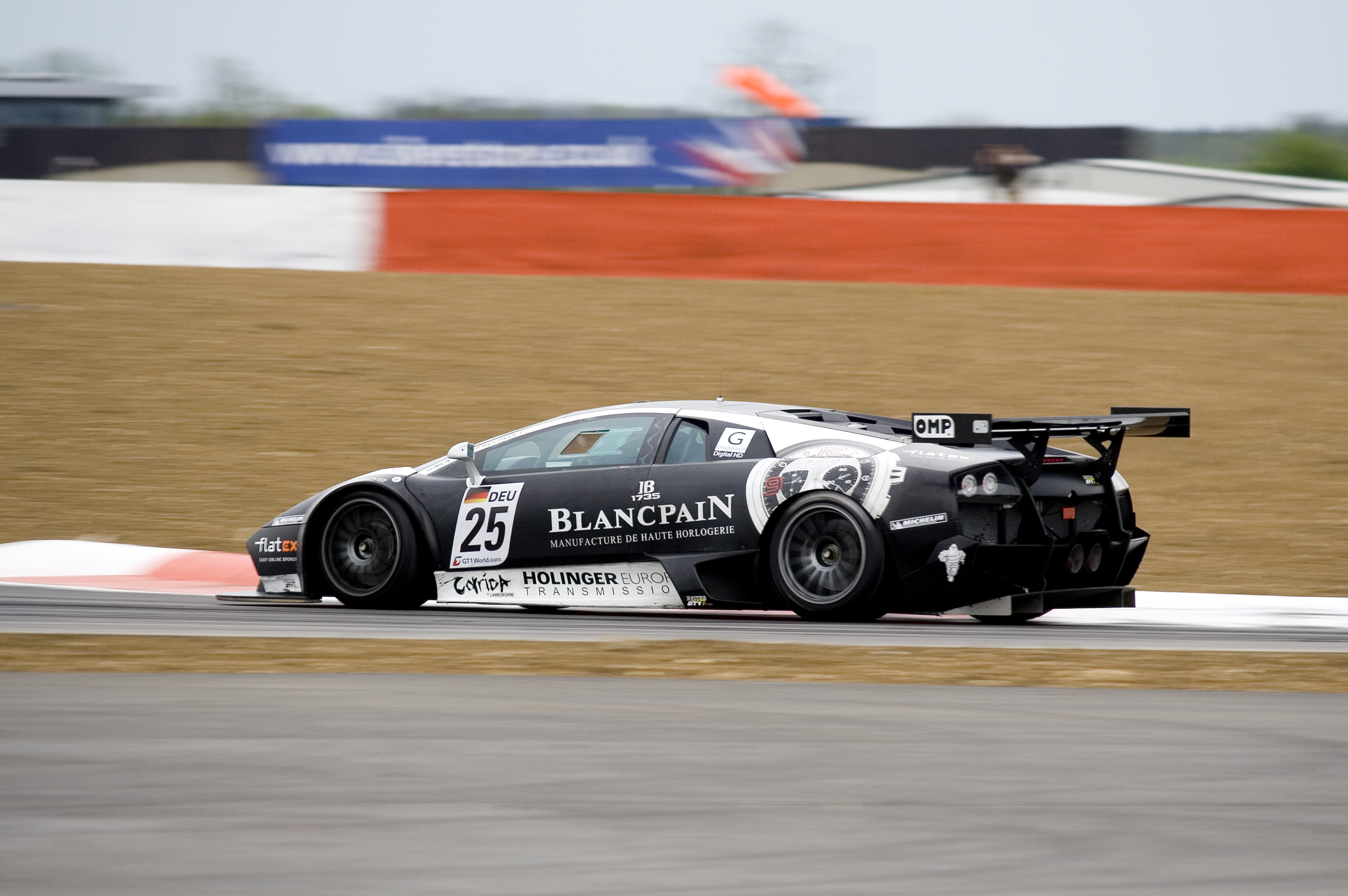
Lamborghini von Reiter Engineering mit großflächiger Blancpain Beklebung

## Blancpain-Imaginist Literaturpreis
Der Preis Blancpain-Imaginist ist der erste chinesische Literaturpreis, der die Welt der Kultur mit jener der Uhrmacherei verbindet. Der 2018 gegründete Preis Blancpain-Imaginist soll junge, talentierte und vielversprechende Autorinnen und Autoren entdecken und unterstützen sowie generell die Kreativität der chinesischen Literatur fördern.